# Pangée
Pour les articles homonymes, voir Pangée (homonymie).

Carte de la Pangée avec les formes des continents actuels mises en couleur.

La Pangée (prononcé en français : /pɑ̃.ʒe/) est un supercontinent formé au Carbonifère de la collision de la Laurussia et du Protogondwana et ayant regroupé presque toutes les terres émergées. Il subit une fragmentation en deux temps : au début du Mésozoïque (Trias), l'ouverture de la Téthys, selon un axe Est-Ouest, sépare la Laurasia au nord et le Gondwana au sud ; au Cénozoïque, l'ouverture de l'océan Indien s'accompagne de la migration de la plaque indienne vers le Nord, tandis que l'ouverture de l'Atlantique sud s'accompagne d'une remontée de la plaque arabo-africaine et de la fermeture de la Néo-Téthys, conduisant à la formation de la ceinture alpine.

## Étymologie
Le nom « Pangée », qui signifie littéralement « toutes les terres », vient du grec ancien πᾶν (pân), « tout », et γαῖα (gaïa), « terre », qui devient en latin pangaea.

## Concept
On doit le concept et le nom de Pangée au météorologue et astronome allemand de l’université de Marbourg, Alfred Wegener. Le concept de Pangée apparaît, pour la première fois, dans une publication de 1912,. Dans son ouvrage intitulé La Genèse des continents et des océans, publié en 1915, il décrit la Pangée comme rassemblant la quasi-totalité des terres émergées, qui a existé de la fin du Carbonifère au début du Permien, il y a 290 millions d'années. Le mot Pangée (Pangäa) apparaît dans l'édition 1920 de sa Genèse.
La théorie de Wegener fut rejetée par les géologues de l'époque. C'est seulement 40 ans plus tard que des géophysiciens démontrèrent que la dérive des continents était due à la tectonique des plaques et que la théorie de Wegener fut vérifiée et admise.

## Formation
Sa formation est due à la collision des supercontinents Protogondwana et de Laurussia qui eut lieu au début du Carbonifère (orogenèse hercynienne), fermant l'océan Centralien et élevant d'imposantes chaînes de montagnes, dites hercyniennes, allant des Appalaches au massif silésien. À la même époque, le craton sibérien et Kazakhstania entrent en collision avec Laurussia sur son bord oriental, fermant l'océan Ouralien et élevant la chaîne de l'Oural. À la fin du Permien, la formation de la Pangée est achevée. On nomme le vaste océan entourant la Pangée Panthalassa (ancêtre de l'océan Pacifique) et le vaste océan situé à l'est, dans le creux du croissant formé par la Pangée, océan Téthys. La formation du supercontinent Pangée a eu des conséquences importantes sur la vie : la longueur des côtes, et donc la superficie des eaux côtières qui abritent la majorité des espèces marines, ont été considérablement réduites. Il s'est ensuivi une importante extinction marine. Enfin, sur terre, l'éloignement des terres de la Pangée centrale (Amérique du Nord, Amérique du Sud et Afrique) par rapport à la mer a conduit à une forte baisse des précipitations dans ces régions et, donc, à l'expansion de gigantesques déserts.
Il aura fallu plus de 200 Ma pour rassembler tous les morceaux de la Pangée, soit de l'Ordovicien au Permien. Il en faudra 200 autres, soit de la fin du Trias à aujourd'hui, pour disperser les morceaux de la Pangée, une dispersion qui se poursuit toujours. Puisque ces événements sont plus près de nous dans le temps, nous avons des informations plus détaillées, d'autant plus que cette fois nous connaissons les planchers océaniques.
Au Trias et au début du Jurassique, les principaux mouvements se sont faits du côté de la Téthys, un océan à l'est de la Pangée.

## Géographie de la Pangée au Permien
Après sa formation, au Permien, la quasi-totalité des terres sont parties intégrantes de la Pangée. Seules le craton du Yangtsé (Chine méridionale), la Chine du Nord, une partie de l'Indochine et, plus tard, le terrane de Cimmérie sont à part, dans l'océan Téthys. La Pangée prend la forme d'un C, dont le centre est sur l'équateur. Elle est barrée, au niveau de l'équateur, d'une vaste chaîne de montagnes courant d'est en ouest, la chaîne hercynienne. Toute la zone centrale, du 40° sud au 40° nord, est formée de vastes déserts qui couvrent la majorité des actuelles Amérique du Nord, du Sud, Afrique et Europe. Le nord de l'Europe (zone de la mer du Nord) est recouvert d'une mer intérieure peu profonde, très salée, et épisodiquement reliée à l'Océan. L'Europe est séparée de la Sibérie par une étroite mer peu profonde, qui relie Panthalassa au nord de la Téthys. Cette mer est bordée du côté sibérien par la chaîne de l'Oural. La Sibérie, l'Antarctique et l'Inde jouissent d'un climat tempéré.

## Vie animale
La Pangée, qui apparait à la fin du Carbonifère et au début du Permien, est recouverte de grandes forêts tropicales luxuriantes. La hausse du taux de dioxygène libéré dans l'air par les forêts (30 % d'oxygène de plus que de nos jours) favorise le gigantisme de certaines espèces dont, parmi les insectes et les arthropodes : Meganeura, Mesothelae, Arthropleura.
Le gigantisme ne s'étend toutefois pas à toutes les espèces. Les paléontologues ont mis au jour dans les terrils de l'ancienne mine de charbon d'Avion dans le Pas-de-Calais, des insectes qui vivaient il y a environ 320 Ma, à l'époque où la Pangée était en voie de formation. On y trouve des libellules géantes mais aussi de très petits insectes mesurant entre 4 et 14 mm tels qu'une guêpe baptisée Avioxyela gallica.
Concernant les tétrapodes, les sites fossilifères de Karoo en Afrique du Sud et de Perm en Russie montrent que des faunes quasi identiques ont vécu au Sud et au Nord de la Pangée.
Les sites d'Argana au Maroc et de Maradi au Niger révèlent des animaux qui vivaient spécifiquement au centre du supercontinent, par exemple les stégocéphales, des amphibiens carnivores d'un mètre de long environ qui ressemblent aux crocodiles et aux salamandres sans leur être apparentés. Divers reptiles ainsi que des reptiles mammaliens occupaient également le centre de la Pangée.
Dans la faune d'Argana, on trouve aussi le genre Arganaceras, proche parent du Scutosaurus et des tortues[réf. souhaitée] ; et ailleurs, des reptiles tels que le Petrolacosaurus et des amphibiens comme l'Eryops.
Au début de la période permienne, le Petrolacosaurus donne l'Edaphosaurus, reptile géant herbivore de 3 m avec une voilure dorsale, qui conquerra pratiquement la totalité de la planète vers -280 millions d'années. Le dimetrodon (souvent confondu avec un dinosaure) est un des premiers « reptiles mammaliens », un redoutable prédateur, le plus grand de son temps. La Terre est également peuplée d'insectes de petite taille et de végétaux comme les conifères primitifs.
La fin du Permien est marquée par une extinction de masse, la plus grande de l'histoire de la Terre, qui entraine l'extinction de plus de 90% des espèces. À cette époque, vers -250 millions d'années, la Pangée est recouverte du plus grand désert ayant existé, les êtres vivants doivent faire face à une grande sécheresse et canicule.
À cette époque apparaissent le Scutosaurus (ancêtre des tortues), reptile d'une tonne vivant en horde ; des Thérapsides comme le Diictodon, petit reptile mammalien fouisseur de 50 cm, vivant en couple dans des terriers ; le Lystrosaurus ; le labyrinthodonte, un amphibien géant s'apparentant au crocodile ; le Gorgonopsien (évolution du dimétrodon), un reptile mammalien de 5 m de long ; le Thrinaxodon, sans doute apparenté à l’ancêtre du premier mammifère.
Durant le Trias (de -252 millions d'années à 201 millions d'années) apparaissent l'Euparkeria, le premier reptile bipède, qui évoluera en Staurikosaurus, le tout premier dinosaure ; le Chasmatosaurus, le Proterosuchus et le Rutiodon (des reptiles similaires aux crocodiles) ; le tout premier vrai mammifère, le Megazostrodon ; les Eudimorphodons (les premiers vertébrés à voler) et le Desmatosuchus.

## Dislocation

Dislocation de la Pangée (du Trias à aujourd'hui).

La Pangée commence à se fracturer dès la fin du Permien mais de manière véritablement intense uniquement à la fin du Trias (~200 millions d'années) par des systèmes de rifts séparant l'Amérique du Nord et l'Afrique. Ce rift devait être semblable à l'actuel rift de la vallée du Jourdain et la mer Morte, car situé aux mêmes latitudes tropicales désertiques. À cet endroit seront retrouvées beaucoup d'évaporites. Ce rift a ouvert l'océan Atlantique nord et séparé la partie nord de la partie sud de la Pangée pour former deux nouveaux supercontinents : le Gondwana et la Laurasia. L'ouverture de cet océan a ramené l'humidité dans les régions arides.

## Conséquences
Du point de vue climatique, l'existence de plusieurs masses continentales favorise les courants océaniques, et les interactions entre le milieu marin et continental, apportant des précipitations et multipliant les chances de voir apparaître de nouvelles espèces. Certaines, comme les marsupiaux, ont évolué de façons indépendantes en Australie et en Amérique du Sud, qui étaient isolées des autres masses continentales. Les changements climatiques induits par la dislocation de la Pangée ont également joué un rôle important dans l'émergence et la diversification des plantes à fleurs.
La similitude des géologies entre la côte ouest africaine et la côte est d'Amérique latine pousse les géologues à inférer la présence de pétrole offshore sur toute la côte ouest africaine. Le cas de l'Angola validant en partie cette théorie, l'exploration des eaux profondes namibiennes fut alors lancée dès 2011.

#### Bases de données et dictionnaires
- Notices dans des dictionnaires ou encyclopédies généralistes :   - Britannica
  - Den Store Danske Encyklopædi
  - Enciclopedia De Agostini
  - Gran Enciclopèdia Catalana
  - Internetowa encyklopedia PWN
  - Larousse
  - Store norske leksikon
  - Treccani
  - Visuotinė lietuvių enciklopedija
- Notices d'autorité :   - BnF (données)
  - LCCN
  - Israël